# Cretoniscellus dryopeorum
Cretoniscellus dryopeorum is een pissebed uit de familie Trichoniscidae. De wetenschappelijke naam van de soort is voor het eerst geldig gepubliceerd in 1964 door Vandel.